# 딕스빌노치
딕스빌노치(Dixville Notch)는 미국 뉴햄프셔주 코어스군 딕스빌 타운십에 속한 비법인 공동체이다. 2020년 인구 조사 기준 딕스빌노치의 인구는 총 4명이다. 이 마을은 뉴햄프셔주 대통령 후보 경선에서 가장 먼저 결과를 발표하는 곳으로 유명하다. 딕스빌노치는 뉴햄프셔주 최북단에 있으며 캐나다 퀘벡주와의 국경과 남쪽으로 약 32 km 떨어져 있다. 마을은 해발 약 550 m 산기슭에 있다.
마을 이름은 마을에서 동남쪽으로 약 800 m, 오르막길로 약 30 m 위에 있는 산길인 딕스빌노치 산길에서 따왔다. 이 산길은 딕스빌 봉우리와 생귀너리산(Sanguinary Mountain) 사이에 있어 코네티컷강 유역과 앤드로스코긴강 유역을 구분한다. 딕스빌노치에는 뉴햄프셔주에서 살아남은 몇 안되는 그랜드 호텔 중 하나인 밸샘스 그랜드 리조트 호텔이 있어 여름에는 골프를, 겨울에는 스키를 즐길 수 있다.
딕스빌노치는 벌린 NH-VT 소도시 통계 지역에 속한다.

## 역사
닐 틸로슨이 1954년 딕스빌노치로 처음 이주하며 마을의 '모더레이터'이자 밸샘스 호텔의 소유주가 되었다. 틸로슨은 가장 가까운 투표소까지 45분동안 운전해서 가야 한다는 것에 마음에 들지 않았다가 AP 통신의 기자를 통해 자정 투표 제도에 대해 처음 듣게 된다. 이후 주의회가 마을 내 투표소 설치 요청을 승인했다. 틸로슨은 1976년부터 마을 모더레이터로 활동했다. 2024년 기준 마을에는 공화당원 4명, 무소속 2명 등 총 6명의 유권자가 등록되어 있다.

## 자정 투표 전통
딕스빌노치는 미국 대통령 선거에서 미국 대통령 후보 지명 과정의 첫 예비선거인 뉴햄프셔주 대통령 후보 경선과 같은 여러 대통령 선거에서 오랜 기간 자정에 투표를 연 마을로 유명하다. 1960년 미국 대통령 선거부터 시작된 전통에 따라 딕스빌노치의 모든 유권자는 자정에 밸삼스 호텔로 모인다. 유권자는 투표를 하고 등록된 유권자가 전부 투표를 마치면 투표를 공식적으로 마감하는데 때로는 투표가 연 지 1분만에 마감되는 때도 있다. 뉴햄프셔주 예비선거와 대통령 선거에서 딕스빌노치의 개표 결과는 전통적으로 개표 직후 미국 전역에 송출된다.
인접한 마을인 캐럴군의 하츠로케이션 마을에서도 비슷한 전통이 1948년부터 시작되었다. 1960년대 언론에 관심이 집중되면서 중단되었다가 1996년 부활했으며 다시 2024년 중단되었다. 선거 결과를 가장 먼저 보고하는 마을의 구별을 위한 비공식적인 경쟁은 다음과 같은 여러 소규모 공동체에서 여러 주기동안 이루어졌다.
- 코어스군
  - 딕스빌노치
  - 밀즈필드 - 딕스빌 타운십 바로 남쪽에 있는 타운십
- 캐럴군
  - 하츠로케이션
- 그래프턴군
  - 엘즈워스
  - 워터빌밸리

간혹 딕스빌노치가 미국 대통령 선거에서 "첫 투표"를 했다고 잘못 보도하는 언론이 있다. 하지만 이 마을은 미국 내에서 여러 투표 관련된 기록을 가지고 있다.
- 자정 투표 최장 연속 개최 기록
- 자정 대통령 예비선거 최다 횟수 기록(2008년 기준 13회, 하츠로케이션의 경우 5~9회)
- 각 대통령 선거 후보 지명 과정의 구속력 있는 경선에서 전국적으로 가장 최초의 합법적 투표 중 최소 하나 이상 기록
- 종종 가장 먼저 개표 결과를 발표하는 마을 기록

## 같이 보기
- 하츠로케이션
- 뉴햄프셔주의 고개 목록
- 뉴햄프셔주의 사적지 목록